# Крестон (Небраска)
Крестон (англ. Creston) — селище (англ. village) в США, в окрузі Платт штату Небраска. Населення — 181 особа (2020).

## Географія
Крестон розташований за координатами 41°42′29″ пн. ш. 97°21′46″ зх. д. / 41.70806° пн. ш. 97.36278° зх. д. (41.707979, -97.362655).  За даними Бюро перепису населення США в 2010 році селище мало площу 0,54 км², уся площа — суходіл.

## Демографія
Згідно з переписом 2010 року, у селищі мешкали 203 особи в 89 домогосподарствах у складі 53 родин. Густота населення становила 379 осіб/км².  Було 101 помешкання (188/км²).
Расовий склад населення:
| - 97,0 % — білих - 1,5 % — азіатів |

До двох чи більше рас належало 1,5 %. Частка іспаномовних становила 1,5 % від усіх жителів.
За віковим діапазоном населення розподілялося таким чином: 29,1 % — особи молодші 18 років, 53,2 % — особи у віці 18—64 років, 17,7 % — особи у віці 65 років та старші. Медіана віку мешканця становила 38,5 року. На 100 осіб жіночої статі у селищі припадало 91,5 чоловіків;  на 100 жінок у віці від 18 років та старших — 100,0 чоловіків також старших 18 років.
Середній дохід на одне домашнє господарство  становив 43 524 долари США (медіана — 32 500), а середній дохід на одну сім'ю — 56 258 доларів (медіана — 53 438). Медіана доходів становила 36 250 доларів для чоловіків та 30 833 долари для жінок. За межею бідності перебувало 9,2 % осіб, у тому числі 9,8 % дітей у віці до 18 років та 6,7 % осіб у віці 65 років та старших.
Цивільне працевлаштоване населення становило 96 осіб. Основні галузі зайнятості: виробництво — 18,8 %, роздрібна торгівля — 17,7 %, освіта, охорона здоров'я та соціальна допомога — 11,5 %, транспорт — 10,4 %.